# Yailak

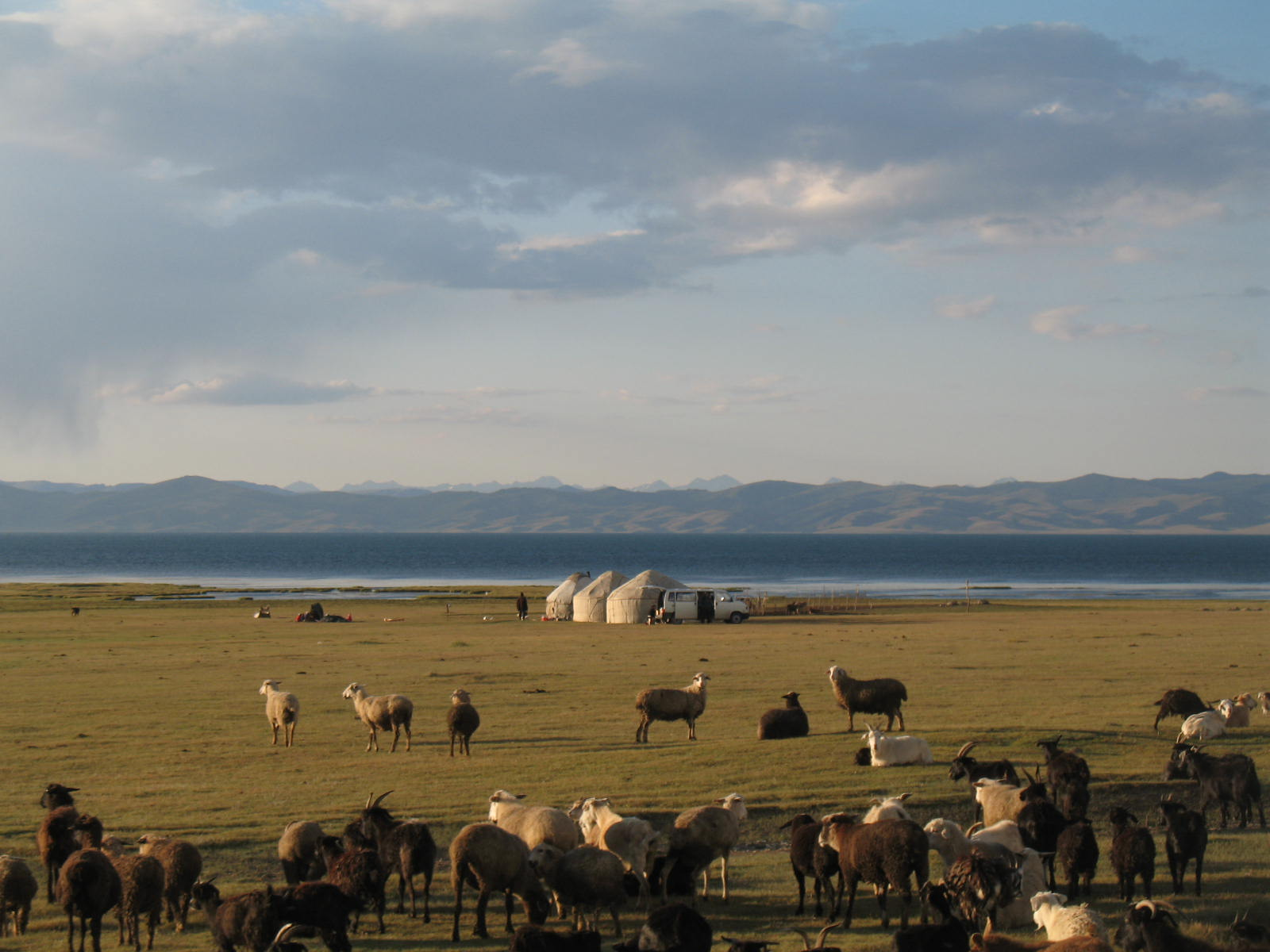
Jayloo moderno en el lago Song Kol, en Kirguizistán.

El yailak, yailag, yailaq, ailoq, jailaw, jailoo o yeilâq (en ruso: яйлаг, en turco: yaylak, en azerí: yaylaq, en azerí meridional: یایلاق, en kazajo: жайлау, en kirguís: жайлоо, en persa: yeilâq) es, en las lenguas túrquicas, un término que define los pastos de verano (yay) de las tierras altas, los de invierno son los kishlak.
El experto en nomadismo Anatoli Jazanov explicó en sus obras las correspondencias entre el "pastoralismo de yailak" de la antropología soviética y la trashumancia occidental.
Según Karl Heinrich Menges, que observó el nomadismo de la tribu qashgai de Irán, observa que viven entre mayo y agosto en estos pastos para migrar al sur a sus qyšłaγ en invierno.